# Livsforsikringen
|  | Denne artikel er oprettet af botten PalnaBot ud fra en ekstern database. Den kan derfor have sproglige fejl eller mangler. Denne skabelon kan fjernes efter kontrol af indholdet. |

Livsforsikringen er en kortfilm instrueret af Jacob Thuesen efter manuskript af Line Knutzon.

## Handling
Rørbæk, forsikringsagent i et skrantende foretagende, får besøg af den ubehagelige erhvervsmand Volmer Tafdrup, der skal underskrive en livsforsikring på 35 mio. kr. Rørbæk, som ikke har de store sociale evner og desuden både er paranoid og lider af svigtende hukommelse, hjælpes af hans altid loyale sekretær, Judith, der selv lider af store psykiske problemer, bl.a. et stort sort hul i sit hjerte, som hun ustandseligt taler om. Volmer Tafdrup får desværre en blomme galt i halsen og dør netop, som han har skrevet under, og selskabet står til at udbetale 35 mio. Panikken spreder sig; fallit, fyringer og social deroute for alle, men den altid så loyale Judith påtager sig at redde alle fra den endelige nedtur. Men nedturen er uundgåelig, og i øvrigt måske på sin plads.